# 贾姆石化公司
贾姆石化公司（波斯語：شرکت پتروشیمی جم）(简称JPC)是世界上最大的烯烃生产单位之一。它是伊朗国家石化公司于2000年在阿薩盧耶波斯斯特别经济能源区建立的一个发展项目。它主要用于生产烯烃、低密度聚乙烯和高密度聚乙烯. 美国政府已对该公司实施制裁。

## 地理位置
贾姆石化公司位于波斯斯特别经济能源区,占地约77公顷。这77公顷中有41公顷是通过将部分海域夷为陆地获得的。作为伊朗第三个经济发展计划的一部分,贾姆石化公司被视为开发南帕斯气田并实现其经济价值的石化项目之一。这个被称为第十个烯烃项目,是该地区最大和最重要的石化项目之一,在地图上与天然气和石化项目相邻。便利的获取原料、燃料和原材料,利用陆路和海运设施,存在机场,取得所需水源,并有助于把布希尔省发展成为全国石化中心并实现繁荣,以及创造附加值和防止燃烧伴生石油气体,这些都是将这一地理位置选为建设石化综合体的有利条件,使之成为伊朗的非石油出口中心之一。

## 社会责任
贾姆石化公司的社会责任委员会通过了一项教育支持计划,采取社会投资的途径为阿薩盧耶地区没有最低经济能力来进步和科学发展的学生、大学生和科技精英提供资助。